# سن جیورجیو دی مانتوا
سن جیورجیو دی مانتوا (به ایتالیایی: San Giorgio di Mantova) یک کومونه در ایتالیا است که در استان منتووا واقع شده‌است.

## خصوصیات
سن جیورجیو دی مانتوا ۲۴٫۵ کیلومترمربع مساحت و ۹٬۳۸۳ نفر جمعیت دارد و ۲۱ متر بالاتر از سطح دریا واقع شده‌است.